# Lixisenatida
Lixisenatide es un medicamento que se emplea para el tratamiento de la diabetes mellitus tipo 2. Pertenece a la familia de los análogos GLP-1, por lo que está emparentado con otros fármacos de acción similar, como la exenatida y liraglutida. Se administra por vía subcutanea una vez al día. Su empleo fue autorizado por la Agencia Europea de Medicamentos el 1 de febrero de 2013.

## Indicaciones
Su empleo está autorizado en combinación con otros medicamentos, como metformina o insulina, para tratar la diabetes tipo 2, en pacientes adultos, cuando no se logre un adecuado control de la enfermedad con dieta, ejercicio o el empleo de otros medicamentos.

## Mecanismo de acción
Es un análogo GLP-1 (péptido similar al glucagón tipo 1). Actúa uniéndose al receptor de GLP-1, potenciando la secreción de insulina por el páncreas. El GLP-1 es una sustancia hormonal polipeptídica de la familia de las incretinas que favorece la producción de insulina por las células beta del páncreas.

## Efectos secundarios
Los efectos secundarios observados con más frecuencía son de tipo digestivo: náuseas (26%), vómitos (10%) y diarrea (8%). Al tratarse de un fármaco de reciente comercialización, está aún en evaluación por la posibilidad de que provoque efectos secundarios graves desconocidos.